# Szemesostoros
A szemesostorosok vagy euglénák (Euglena) az egysejtű, ostoros eukarióták egyik nemzetsége, a mintegy 800 fajt magába foglaló Euglenoidea osztály legismertebb, legtöbbet tanulmányozott tagja. A nemzetség fajai sós- vagy édesvízben élnek, kisebb állóvizekben, tócsákban akkora egyedszámot érhetnek el, hogy annak vizét zöldre (az E. viridis esetében) vagy vörösre (E. sanguinea) festik.
Az Euglena gracilis faj laboratóriumokban általánosan használt modellszervezet.
A legtöbb szemesostoros fotoszintetizáló kloroplasztiszt tartalmaz, amely segítségével, a növényekhez hasonlóan, autotróf módon képesek táplálkozni. Emellett azonban, az állatok módjára szerves anyagokon is képesek megélni. Mivel a szemesostorosok egyaránt magukon viselik a növények és az állatok megkülönböztető jegyeit, az első taxonómusoknak gondot okozott az osztályozásuk. Ernst Haeckel a hasonló besorolhatatlan szervezetek miatt hozta létre a rendszertanban a növények és állatok mellett a protisták országát.

## Felépítése
Fény hiányában a szemesostoros ozmotróf módon veszi magához az oldott szerves anyagokat; laboratóriumban húskivonattal, oldott fehérjékkel, acetáttal, etanollal, szénhidrátokkal etethetőek sötétben. Fényben viszont működésbe lépnek klorofill a-t és b-t tartalmazó kloroplasztiszai és fotoszintézissel szerez energiát életműködése fenntartására. Kloroplasztiszait három membrán veszi körbe, ellentétben a növényekével és zöldalgákéval, amelyeknek csak két membránjuk van. Emiatt úgy vélik, hogy az euglénák zöld színtestei endoszimbionta zöldalgáktól származhatnak; az elméletet molekuláris biológiai módszerekkel sikerült igazolni.

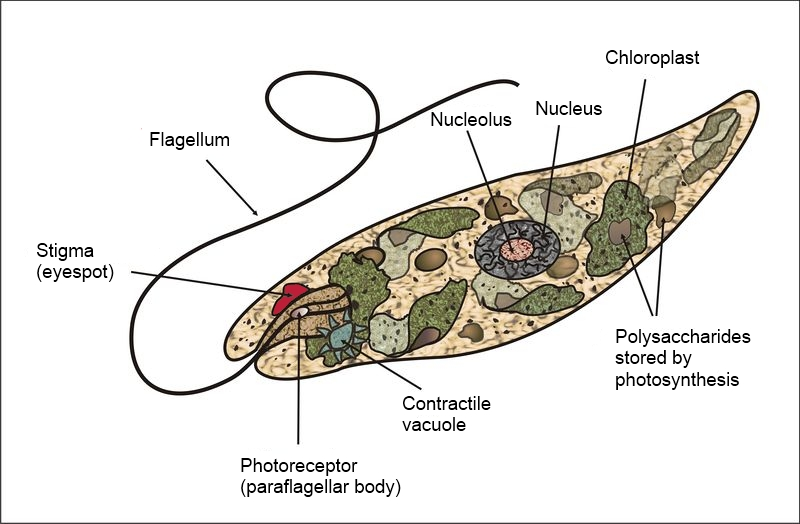
A szemesostoros felépítése

Az Euglena nemzetség tagjainak kloroplasztiszai pirenoid testecskéket tartalmaznak, ahol keményítőszerű poliszacharid, paramilon szintetizálódik; ez szolgál energiatartalékul a sötét időszakokban. Más, rokon nemzetségekből, mint a Lepocinclis vagy a Phacus a pirenoidok hiányoznak.
Valamennyi euglenoid faj két ostorral rendelkezik, amelyek a test elején található bazális testekből indulnak ki. Az Euglena nemzetség tagjainál az egyik ostor nagyon rövid, nem is nyúlik ki a sejtből. A másik igen hosszú, sokszor fénymikroszkópban is látható; a lény ennek segítségével úszik.

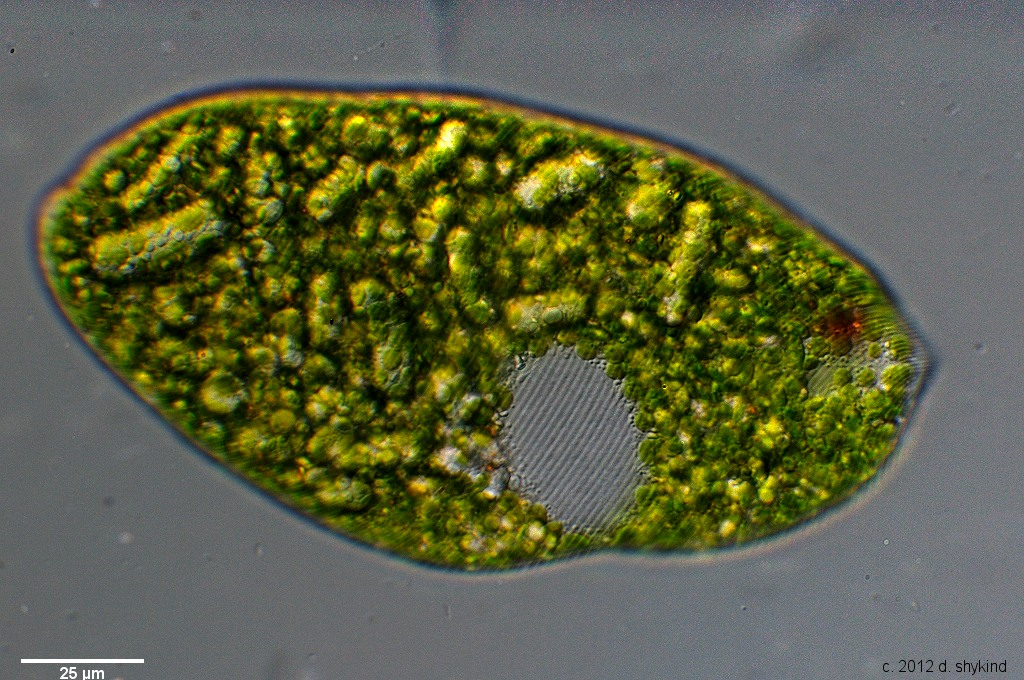
A pellikulus spirális szerkezete

Rokonaihoz hasonlóan a szemesostorosok is rendelkeznek egy vörös színű szemfolttal, amely karotenoid pigmenteket tartalmaz. A szemfolt maga nem fényérzékeny, hanem megszűri a napfényt, és csak bizonyos hullámhosszon engedi azt az ostor tövében lévő, fénydetektáló struktúrához (ún. paraflagelláris test). A sejt mozgása közben a szemfolt időnként eltakarja a fényforrást, így az eugléna képes érzékelni annak irányát és felé indulni.
A szemesostorosnak nincs sejtfala; helyette ún. pellikulussal rendelkezik, amely egy spirálisan feltekeredett fehérjecsíkokból álló vékony réteg, melyet mikrotubulusok támasztanak alá. A szerkezet rendkívüli hajlékonyságot és összehúzódó képességet kölcsönöz az egysejtűnek. A mozgás belső mechanizmusa részleteiben nem ismert, feltehetően hasonló lehet az amőba mozgásához.
Aszály vagy táplálékszegény idején a szemesostoros védőburkot hoz létre maga köré és a körülmények javulásáig felfüggeszti életfolyamatait.

## Szaporodása
Az euglénák ivartalanul szaporodnak, fisszió révén (egyfajta sejtosztódás, amelyben a mitózistól eltérően nem alakul ki magorsó). A folyamat a sejtmag megkettőződésével kezdődik, majd maga a sejt is kettéválik. A szemesostorosok osztódása hosszában történik, a sejt elejétől kiindulva: először az ostor, a garat és a szemfolt kettőződik meg. Ezután egy V alakú vágat jelenik meg a sejt elülső végén, amely fokozatosan végighalad az egész testen, míg a két fél teljesen szét nem válik.
Állítólag megfigyelték az ivaros konjugációját is, de az állítás egyelőre nem bizonyított.

## Felfedezése és osztályozása

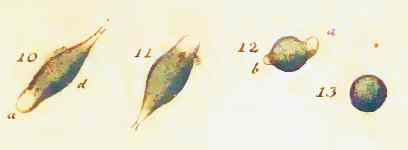
Cercaria viridis (= E. viridis) O.F. Müller 1786-os Animalcula Infusoria-jában

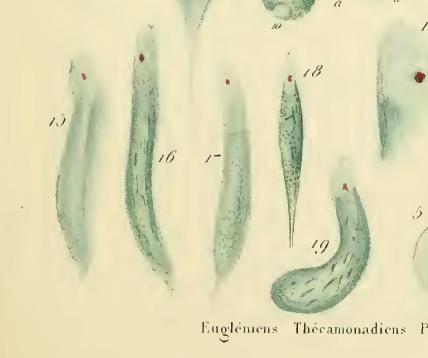
Euglena az 1841-es Histoire Naturelle des Zoophytes-ben

Az euglénák az első felfedezett egysejtű élőlények között voltak.
A mikroszkopizálás úttörője, Anton van Leeuwenhoek 1674-ben megírta a brit Royal Societynek, hogy egy tó vizéből szedett mintában "animalculákat" figyelt meg, melyek "középen zöldek, elöl-hátul pedig fehérek" voltak (szinte bizonyos, hogy Euglena viridis-t látott, mert kis nagyításnál a kromatoforok elrendeződése miatt ilyen a megjelenése) Huszonkét évvel később az angol John Harris így figyelte meg őket: "ovális lények, melyek középső része Fűzöld, de mindkét vége Tiszta és Áttetsző"," amelyek "összehúzzák és kinyújtják magukat, úkból és újból, sokszor átbuknak egymáson, majd kilőnek, akár egy Hal." Otto Friedrich Müller 1786-ban részletesen leírta a lényeket, külön figyelmet szentelve színének és alakváltoztatásainak és Cercaria viridis-nek nevezte el őket.
1830-ban C. G. Ehrenberg az Euglena viridis nevet adta a fajnak. Új típusú mikroszkópjával már meg tudta figyelni a szemfoltot, amit csökevényes szemnek gondolt (és ebből azt a téves következtetést vonta le, hogy a lénynek idegrendszere is van). Az új nevet is ennek alapján adta, a görög eu igazit, jót, a glēnē pedig szemgolyót jelent. Ehrenberg nem vette észre az eugléna ostorát, ezt a testrészt a francia Félix Dujardin írta le 1841-ben. Georg Klebs 1881-ben szétválasztotta a zöld és színtelen euglénafajokat és bár később felismerték, hogy a kettéválasztás önkényes, revíziójára csak az 1950-es években került sor, amikor A. Hollande felépítésük (mint az ostorok száma) újrarendszerezte a csoportot. Az 1990-es években molekuláris biológiai módszerekkel igazolták, hogy a fotoszintetizáló és színtelen fajok szoros rokonságban állnak és az utóbbiak valamikor rendelkeztek kloroplasztiszokkal.

## Videógaléria
|  |  |  |  |

## Fordítás
- Ez a szócikk részben vagy egészben  az   Euglena című angol Wikipédia-szócikk ezen változatának fordításán alapul.  Az eredeti cikk szerkesztőit annak laptörténete sorolja fel. Ez a jelzés csupán a megfogalmazás eredetét és a szerzői jogokat jelzi, nem szolgál a cikkben szereplő információk forrásmegjelöléseként.